# Rifargia tertini
Rifargia tertini är en fjärilsart som beskrevs av William Schaus 1937. Rifargia tertini ingår i släktet Rifargia och familjen tandspinnare. Inga underarter finns listade.